# Monique Kieffer
Monique Kieffer (* 2. Juli 1952 in Luxemburg) ist eine luxemburgische Historikerin und langjährige Direktorin der Bibliothèque nationale du Luxembourg.

## Leben und Wirken

### Ausbildung

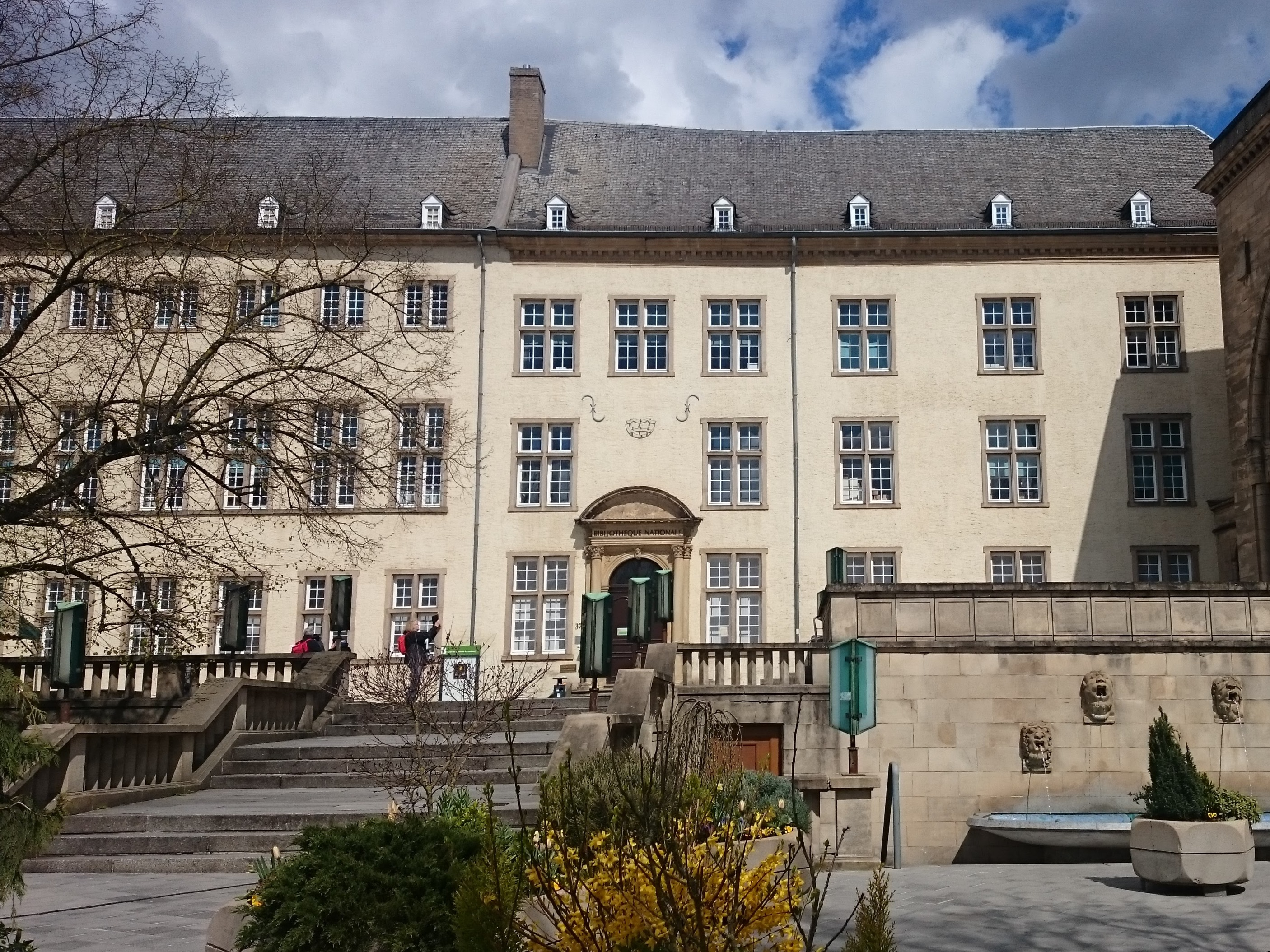
Wirkungsstätten von Monique Kieffer: Die alte Nationalbibliothek (2016) …

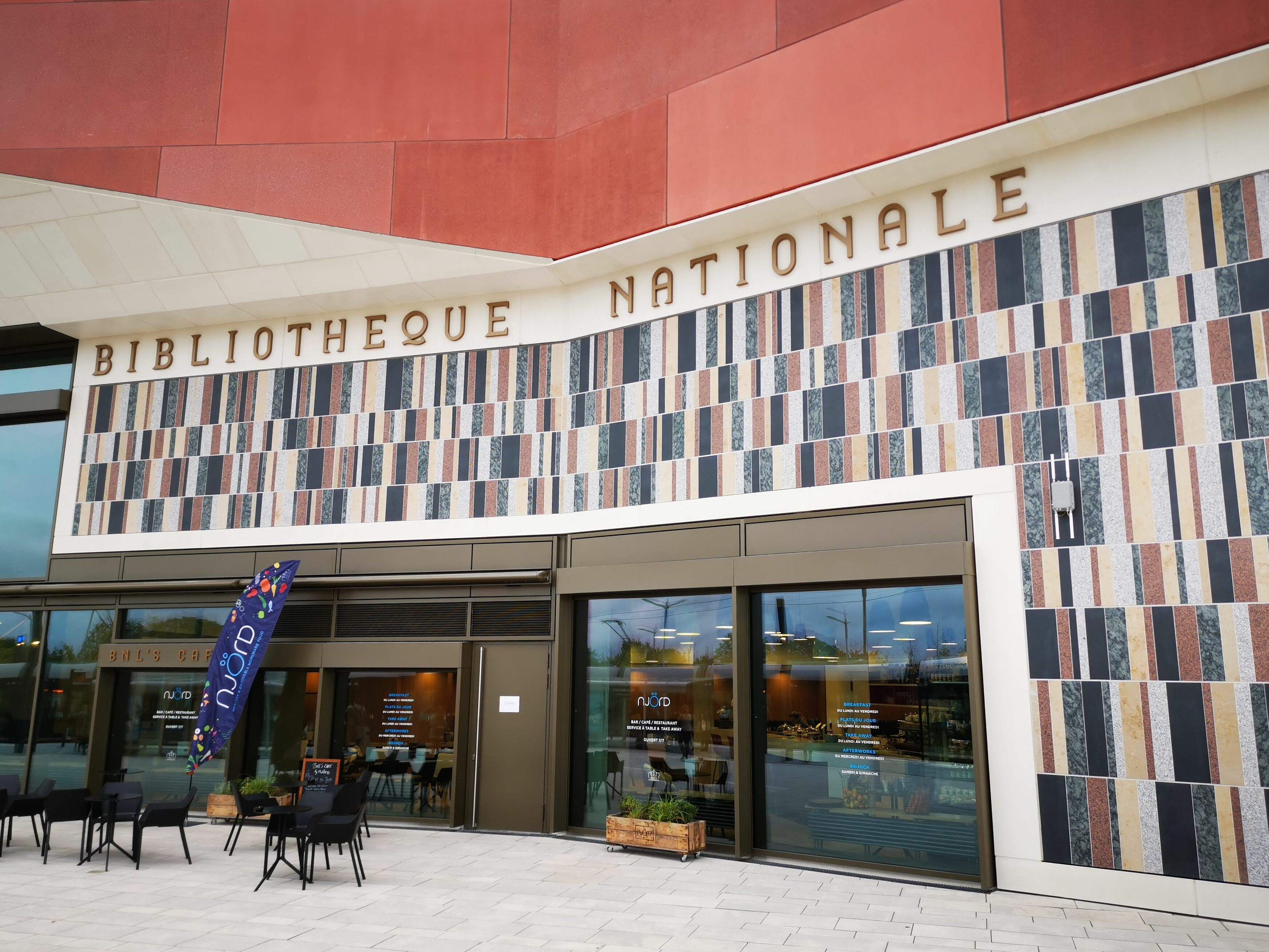
… und der Eingang des Neubaus (2019)

Kieffer absolvierte den Masterstudiengang Zeitgeschichte an der Universität Paris-Sorbonne und erwarb ein Diplom am renommierten Institut d’études politiques de Paris (Abteilung Internationale Beziehungen). Im Jahr 1986 wurde sie mit der Arbeit „Aux origines de la législation du travail en France: la légalisation des syndicats et la démocratisation des conseils de prud'hommes“ zur Dr. phil. promoviert.

### Tätigkeiten
Nach dem Studium arbeitete Kieffer ab 1979 als Geschichtslehrerin im Sekundarbereich. Von 1987 an war sie zunächst als Dozentin, später bis 1999 als Professorin für Zeitgeschichte am Centre universitaire de Luxemburg tätig. Im selben Zeitraum war sie von 1991 bis 1999 auch wissenschaftliche Mitarbeiterin am Centre d'études et de recherches européennes Robert Schuman in Luxemburg-Stadt.
Im März 1999 übernahm Kieffer von ihrem Vorgänger Jean-Claude Muller die kommissarische Leitung (directeur faisant fonction) der Nationalbibliothek und wurde im September 2001 zu deren neuer Direktorin ernannt. In die letzten Jahre ihrer Amtszeit fiel der Neubau des modernen Bibliotheksgebäudes auf dem Kirchberg-Plateau. Nach mehr als 20 Jahren im Dienst der Nationalbibliothek ging Kieffer am 30. Juni 2020 in den Ruhestand. Ihr Nachfolger wurde Claude Dario Conter.

### Mitgliedschaften
Monique Kieffer ist seit 1995 Mitglied der Section historique der wissenschaftlichen Vereinigung Institut Grand-Ducal.
Seit 1999 ist sie Mitglied des Conseil national du livre (dt. etwa: Nationaler Buchrat), eines beratenden Organs des luxemburgischen Kultusministeriums. Sie gehört seit 2012 dem wissenschaftlichen Beirat (Conseil scientifique) der Bibliothèque nationale et universitaire de Strasbourg an. Außerdem steht sie seit 2013 als Präsidentin an der Spitze des Conseil supérieur des bibliothèques publiques (dt. etwa: Oberster Rat für öffentliche Bibliotheken).
Sie gehörte den Verwaltungsräten des Centre de recherche public Gabriel Lippmann (heute integriert in das Luxembourg Institute of Science and Technology) sowie bis 2014 des öffentlich-rechtlichen Hörfunksenders Radio 100,7 an. Seit 2014 ist sie Mitglied des Verwaltungsrats der Association internationale francophone des bibliothécaires et documentalistes (AIFBD), eines internationalen Verbandes frankophoner Bibliothekare und Dokumentalisten.

## Publikationen (Auswahl)
Monique Kieffer veröffentlichte zahlreiche Beiträge zur Wirtschafts- und Sozialgeschichte des 19. und 20. Jahrhunderts, darunter:
- Aux origines de la législation du travail en France. La légalisation des syndicats et la démocratisation des conseils de prud'hommes (1806–1884). Thèse de doctorat de 3e cycle, Atelier national de reproduction des thèses, Lille 1986, 816 S.
- Beiträge in De l'Etat à la nation. 1839–1989. Catalogue de l'exposition du 19 avril – 20 août 1989, Ministère d'Etat, Luxemburg 1989, S. 113–120, 154–159, 160–164.
- Beiträge in Esch-sur-Alzette: Du village à la ville industrielle. Art et révolution industrielle au pays de la Terre Rouge, coordonné par Denis Scuto, édité par la Ville d'Esch à l'occasion du 150e anniversaire de l'Indépendance du Grand-Duché de Luxemburg, 1989.
- Les années 1922–1930: Reconstruction et essor du mouvement syndical. In: 75 Joër Fräi Gewerkschaft fir déi Schaffend. Beilage zum Tageblatt, 11. Oktober 1991, à l'occasion du 75e anniversaire des syndicats libres.
- Luxemburg, in European Labor Unions, edited by J. Campbell, Greenwood Press, Westport – Connecticut – London 1992, S. 271–290.
- Les employés et fonctionnaires (années 1880–1921): un aspect de la constitution de la société contemporaine au Luxemburg. In: Le Luxemburg en Lotharingie, Mélanges Paul Margue, Éditions St. Paul, Luxemburg 1993, S.  277–320.
- Die Familie Metz, Ingenieure und Stahlindustrielle. In Neue Deutsche Biographie, Bd. 17, München 1994, S. 245–247.
- La Ville industrielle. In La Ville de Luxemburg, Du château des comtes à la métropole européenne, sous la dir. de G. Trausch, Fonds Mercator, Anvers 1994, S. 241–257.
- La Banque générale du Luxemburg: des origines à l'enracinement national (1919–1939). In: Belgique-Luxemburg, Les relations belgo-Luxemburgeoises et la Banque générale du Luxemburg, 1919–1994, sous la dir. de G. Trausch, éd. par la Banque Générale du Luxemburg, Luxemburg 1995, S.  271–319.
- La reprise du potentiel industriel de la société Gelsenkirchen et la constitution du groupe ARBED-Terres Rouges (1919–1926); in: Les années trente, base de l'évolution économique, politique et sociale du Luxemburg d'après-guerre?; – Actes du Coloque de l'A.L.E.H. ('Association Luxemburgeoise des Enseignants d'Histoire') du 27-28 octobre 1995; Beiheft zu Hémecht 1996; S. 69–97.
- L'ONU, un instrument de paix au service de qui? Cahiers I.S.I.S. (CUL), fascicule VI, éd. en collabo. avec Jim Lehners (Actes du colloque organisé pour le 50e anniversaire de l'ONU), Publications du Centre Universitaire de Luxemburg, 1996, 162 S.
- Le Grand-Duché de Luxemburg, le pays du fer et de l'acier. In: Industrialisation et sociétés en Europe occidentale de 1880 à 1970. Ouvrage collectif coordonné par Hélène Fréchet, Éditions du temps, Paris 1997, S. 176–189.
- Les Archives de la division d'ARBED-Esch-Schifflange (1870–1940), Inventaire. Centre de recherche public du Centre universitaire de Luxemburg, Luxemburg 1997, 139 S.
- Archives de l'Administration centrale de l'ARBED (1911–1940), Inventaire, Centre de recherche public du Centre universitaire de Luxemburg, Luxemburg 1997, 223 S.
- La Bibliothèque nationale: service public et médiations. In: Médias et médiations culturelles au Luxemburg, Éd. G. Binsfeld, Luxemburg 2011, S.  30–43, ill. Bibliogr.

## Ehrungen
- 2015: Grand Officier des Ordre de Mérite du Grand-Duché de Luxembourg